# Guanosin
Guanôzin (guanosine) là một nucleoside thuộc nhóm purine, gồm một phân tử guanin gắn vào vòng ribôza (dạng ribofuranose) nhờ liên kết -N9-glycosid.
Guanosine có thể được phosphoryl hóa để trở thành GMP (guanosine monophosphate), GMP vòng (cyclic GMP), GDP (guanosine diphosphate) và GTP (guanosine triphosphate). Các dạng này đóng vai trò quan trọng trong nhiều quá trình sinh hóa ở tế bào, như tổng hợp axit nuclêic, tổng hợp prôtêin (dịch mã di truyền), quang hợp, hô hấp, truyền tín hiệu nội bào (qua cGMP) và co cơ của động vật. Nếu một guanine đã được liên kết giữa nitơ N9 của nó với carbon C1 của vòng đêoxyribôza, thì tạo thành deoxyguanosine.

## Cấu tạo và thuộc tính

Số nguyên tử cacbon trong phân tử guanosine.

- Tên đầy đủ hơn của nó là 2-amino-9-[(2R,3R,4S,5R)-3,4-dihydroxy-5-(hydroxymethyl)oxolan-2-yl]-1H-purin-6-one; tên gọn hơn là 9-(β-D-Ribofuranosyl) guanine, hoặc là Guanine-9-β-D-ribofuranoside; công thức hóa học chung là C10H13N5O5, phân tử có khối lượng 283.241 Da.[4][5]
- Guanosine dạng tinh khiết là một loại bột màu trắng, không mùi và vị mặn nhẹ.[2][3] Nó tan nhanh trong axit axêtic, ít tan trong nước, không hòa tan trong cồn, đietyl ête, benzen và chloroform.[1] Dạng nguyên chất với khối lượng đáng kể sẽ gây độc cấp tính.[6]

## Chức năng sinh học
Guanosine cần thiết cho quá trình cắt nối ARN (RNA splicing) khi  intrôn (không có mã di truyền) tách khỏi ARN thông tin (mRNA) bằng cách cắt ở cả hai đầu, nối lại và chỉ để các êxôn (có mã di truyền) ở hai bên nối lại, tạo thành khuôn cho dịch mã ở sinh vật nhân thực.
Nó đóng vai trò quan trọng trong hoạt động thần kinh của người.

## Sử dụng
- Thuốc kháng vi-rút acyclovir thường được sử dụng trong điều trị mụn rộp và thuốc abacavir có tác dụng chống HIV, đều có cấu trúc tương tự như guanosine.[9]
- Guanosine cũng được sử dụng để sản xuất regadenoson. Regadenoson là dược phẩm đã được bán dưới tên  Lexiscan, là thuốc giãn mạch vành và thuốc tạo xung huyết nhanh chóng và duy trì nó trong một thời gian, rất hữu ích cho việc chụp ảnh cơ tim bằng hạt nhân phóng xạ. Tính chất chọn lọc của thuốc làm cho nó thích hợp hơn với "nguyên chất" là adenosine cũng như guanosine do đã gây ra nhiều tác dụng phụ.[10]